# Beatrice Hill-Lowe
Beatrice Geraldine Hill-Lowe (26 de enero de 1868-2 de julio de 1951) fue una deportista británica que compitió en tiro con arco, en la modalidad de arco recurvo. Participó en los Juegos Olímpicos de Londres 1908, obteniendo una medalla de bronce en la prueba doble ronda nacional.

## Palmarés internacional
| Juegos Olímpicos | Juegos Olímpicos      | Juegos Olímpicos  | Juegos Olímpicos     |
| Año              | Lugar                 | Medalla           | Prueba               |
| ---------------- | --------------------- | ----------------- | -------------------- |
| 1908             | Londres (Reino Unido) | Medalla de bronce | Doble ronda nacional |